# Imitation of Life (sang)
"Imitation of Life" er den første single fra det amerikanske alternative rockband R.E.M.'s 13. studiealbum Reveal fra 2001.  Sangen toppede som nummer 83 Billboard Hot 100 (men nåede nummer 22 på US Modern Rock list). Det var den lavest rangerende førstesingle fra et R.E.M.-album i USA siden "Fall on Me" fra Lifes Rich Pageant i 1986. Sangen nåede nummer 6 på UK Singles Charts, hvilket gjorde den til det ottende top 10-hut for gruppen i Storbritannien. Sangen blev også den første af bandets singler, der nåede nummer 1 i Japan. Sangen blev nomineret til Grammy Award for bedste pop duo/gruppe præstation i 2002, men tabte til U2s "Stuck in a Moment You Can't Get Out Of". Sangen har været brugt i en episode af tv-serien Smallville.

## Spor
Alle sange er skrevet af Bill Berry, Peter Buck, Mike Mills og Michael Stipe, medmindre andet er angivet

### International CD single
- (UK: W559CD, Australien: 9362449942, Japan: WPCR-11011, Brazil: CDWP 056)

1. "Imitation of Life" - 3:57
2. "The Lifting" (Original version) - 5:22
3. "Beat a Drum" (Dalkey demo) - 4:29

### International DVD single
- (UK: W559DVD)

1. "Imitation of Life" (video)
2. "2JN" (audio) - 3:28
3. "The Lifting" (Original Version) (audio) - 5:22

### US CD single
- (USA: 9 42363-2)

1. "Imitation of Life" - 3:57
2. "The Lifting" (Original Version) - 5:22
3. "Beat a Drum" (Dalkey Demo) - 4:29
4. "2JN" - 3:28
5. "Imitation of Life" (enhanced video)

### US 12" vinyl
- (USA: 9 42363-0, på orange-farvet vinyl)

1. "Imitation of Life" - 3:57
2. "The Lifting" (Original Version) - 5:22
3. "Beat a Drum" (Dalkey Demo) - 4:29
4. "2JN" - 3:28

## Hitlister
| Hitliste (2001)                 | Højeste placering |
| ------------------------------- | ----------------- |
| Australian Singles Chart        | 32                |
| Canadian Singles Chart          | 5                 |
| Irish Singles Chart             | 12                |
| Japan Singles Chart             | 1                 |
| Polish Singles Chart            | 1                 |
| Spanish Singles Chart           | 1                 |
| UK Singles Chart                | 6                 |
| US Billboard Hot 100            | 83                |
| US Billboard Modern Rock Tracks | 22                |
| US Billboard Adult Top 40       | 15                |
| US R&R AAA                      | 1                 |